# Salsola fuliginosa
Salsola fuliginosa är en amarantväxtart som beskrevs av Christo Albertyn Smith. Salsola fuliginosa ingår i släktet sodaörter, och familjen amarantväxter. Inga underarter finns listade i Catalogue of Life.